# カラコル・テレビシオン
カラコル・テレビシオン(Caracol Televisión)は、グルポ・ヴァロレム (Grupo Valorem) が所有するコロンビアのテレビ局です。 カナル・カラコル (Canal Caracol)、カデナ・ラディアル・コロンビアーナ (Cadena Radial Colombiana)、または単に カラコル (Caracol) とも呼ばれます。
1969年8月28日にテレビ番組制作会社として設立され、1998年7月10日に正式にテレビ局として開局しました。

## チャンネル
- カラコル・テレビシオン (Caracol Televisión)
- カラコル・インターナショナル (Caracol Internacional)
- ノヴェラス・カラコル (Novelas Caracol)
- カナル・エポカ (Canal Época)
- カナルHD2 (Caracol HD2)
- カラコル・モビル (Caracol Móvil)
- ラ・カジェHD (La Kalle HD)